# Skarbowość
Skarbowość – oznacza system i organizację gospodarki finansowej państwa i innych związków przymusowych (związku państw, gminy).
Nauka skarbowości bada różne systemy gospodarki skarbowej i wyprowadza ogólne zasady, jakie się tego zakresu administracji skarbowej dotyczą.